# Ceriana verralli
Ceriana verralli är en tvåvingeart som först beskrevs av Samuel Wendell Williston 1892. Ceriana verralli ingår i släktet griffelblomflugor, och familjen blomflugor.
Artens utbredningsområde är Panama. Inga underarter finns listade i Catalogue of Life.